# René Bondoux
René Henri Georges Bondoux (Bar-sur-Aube, 26 maggio 1905 – Neuilly-sur-Seine, 6 maggio 2001) è stato uno schermidore francese, specializzato nel fioretto. Ha vinto una medaglia d'oro ed una d'argento nella scherma ai Giochi olimpici.